# Ruslan Kišmachov
Ruslan Kišmachov (Kyšmachua) (* 22. ledna 1976 Psyž) je bývalý ruský zápasník–sambista a judista abázské národnosti.

## Sportovní kariéra
Připravoval se v Stavropolu pod vedením trenéra Muchameda Papšuova. V zápasu sambo je dvojnásobným mistrem světa (2000, 2005) a mistr Evropy (1999). V širší ruské judistické reprezentaci se pohyboval od roku 2002. V roce 2006 si ho do A týmu vytáhl trenér judistické reprezentace Sergej Tabakov. V roce 2008 uspěl v ruské olympijské nominaci na úkor petrohradského Jevgenije Staněva a startoval na olympijských hrách v Pekingu. Na olympijské hry však formu nevyladil. Potom co v prodloužení druhého kole udolal domácího Číňana Liou Žen-wanga, vypadl ve čtvrtfinále na body s Francouzem Dimitri Draginem. Sportovní kariéru ukončil v roce 2012.

## Výsledky

### Judo
| Turnaj             | 2007       | 2008       |
| Turnaj             | 28         | 29         |
| Turnaj             | superlehká | superlehká |
| ------------------ | ---------- | ---------- |
| Olympijské hry     |            | úč.        |
| Mistrovství světa  | úč.        |            |
| Mistrovství Evropy | 1.         | 5.         |